# Thomas McIntosh (Pianist)
Thomas (Tom) Lee McIntosh (* 3. Dezember 1938 in Washington, D.C.; † 10. Juli 2015 in Hadleigh, Suffolk) war ein US-amerikanischer Dirigent und Pianist.

## Leben
McIntosh studierte mit einem Martha Baird Rockefeller Fund for Music bei Jean Paul Morel (Dirigieren), Eduard Steuermann (Klavier) und Frederik Prausnitz (Chorleitung) an der Juilliard School of Music in New York City. Weiterhin besuchte er die Columbia University und die New York University in New York City sowie die George Washington University in Washington, D.C. Er gewann 1960 den Kranichsteiner Musikpreis in Darmstadt und erreichte 1961 den vierten Platz beim Internationalen Klavierwettbewerb Ferruccio Busoni in Bozen.
Er wurde Musikdirektor des London City Chamber Orchestra (seit 1973), künstlerischer Leiter des International East Anglian Summer Music Festival (seit 1978), des Penang Malaysia Music Festival (1986/87), der Artanglia (1988) und der Opera Anglia (seit 1989) sowie erster Gastdirigent des Canton Symphony Orchestra (seit 1994).
McIntosh war Fellow der Royal Society of Arts (FRSA).
McIntosh starb 2015 mit 76 Jahren in der britischen Kleinstadt Hadleigh, wo er auch beerdigt wurde. Er hinterließ seine Ehefrau.